# 푸실리
푸실리(이탈리아어: fusilli, 단수: fusillo 푸실로[*])는 이탈리아의 파스타이다. 길고 굵은 파스타의 일종으로 타래송곳처럼 생겼다. 단어 fusilli는 나선형으로 돌아가는 총신을 뜻하는 오래된 단어 또는 사투리 단어 fusile(현대 이탈리아어로는 fucile)에서 유래한 것으로 보인다. 이 단어는 물레에서 실을 뽑는 쇠꼬챙이인 가락을 뜻하기도 한다.
스파게티와 함께 자주 사용되는 파스타로 나사 또는 스프링과 같은 모양이 독특해 샐러드 등에도 자주 쓰인다. 쫄깃함이 특징이며 주름 사이사이에 소스가 담겨 더욱 맛이 좋다.
다른 종류의 파스타와 마찬가지로 여러 밀가루를 쓰기도 하며 첨가하는 재료에 따라 반죽의 색깔이 많이 달라진다. 예를 들어 비트 뿌리를 첨가하면 빨간색이 되고 시금치를 넣으면 초록색이 된다. 오징어를 첨가하면 검은색이 된다.
푸실리는 딱딱하고 속이 비어 있는 경우도 있으며 속이 비어있는 푸실리는 fusilli bucati(푸실리 부카티)라고 한다. 푸실리는 길이가 짧고 평평하며 꾸불꾸불한 파스타 면인 로티니와 혼동되기도 한다.

## 같이 보기
- 로티니
- 푸실리 부카티
- 파스타